# Dora West
Dora María West López (Guayaquil, 19 de octubre de 1983) es una cantante, actriz y presentadora de televisión ecuatoriana, conocida por formar parte del grupo musical femenino Kandela & Son. Actualmente es una destacada presentadora de dos programas de tv de señal abierta En Contacto y los Los hackers de la farándula ambos trasmitidos en la cadena de tv más importante del Ecuador ecuavisaestudió Corte y Confección en el SECAP, se destacó como camarera en el "Karaoque Nace Una Estrella" de la ciudad de Ibarra. 

## Carrera

### Como Cantante
En el 2000 ingresó al grupo Kandela & Son, siendo parte de la segunda y tercera generación, compartiendo junto a Jordana Doylet, María Fernanda Ríos y Jasú Montero, y como representante a Loly Ochoa, en 2010 tuvieron su propio reality para Gamatv, denominado En busca de la quinta Kandela y al año siguiente en Canal Uno el programa Kandela pura.
Luego de su separación del grupo Kandela & Son, pasó a formar parte del grupo Las Tr3s, junto a Jordana Doylet y Jasú Montero, con Andrea Pesantez como su representante, hasta su separación en 2017.

### Programas de TV
En 2010 el Kandela & Son tuvieron su propio reality para Gamatv, denominado En busca de la quinta Kandela y al año siguiente en Canal Uno el programa Kandela pura.
En el 2013 se desempeñó como presentadora de farándula en el programa Jarabe de pico de Teleamazonas, donde ha compartido el set junto a Nicolás Espinoza, Emerson Morocho como la Señorita Laura, Marián Sabaté, Paola Farías, entre otras personalidades de la farándula.
En 2021 se integra al equipo de conductores del programa En contacto de Ecuavisa, compartiendo pantalla junto a Alejandra Jaramillo, Efraín Ruales, Gabriela Díaz, Henry Bustamante y José Urrutia.
En 2022 se convierte en la presentadora principal de la primera temporada del programa "Los hackers de la farandula" un nuevo espacio por el que apuesta la cadena ecuavisa. En enero de 2023 anuncian la segunda temporada del espacio de farándula, ratificandose su participación en el espacio. Convirtiéndose en presentadora de dos programas dentro de la misma estación televisima. 

### Como Actriz
En 2008 realiza una participación estelar en la telenovela El secreto de Toño Palomino de Ecuavisa donde interpretó a Pamela y compartió créditos con Martín Calle y Carolina Jaume.
En 2010 protagonizó la telenovela Kandela de TC Televisión junto a las integrantes del grupo  Kandela & Son donde hizo pareja con el actor venezolano Yul Bürkle.
Después de su salida de Jarabe de pico regreso a la actuación protagonizando la telenovela Calle amores donde hizo pareja con el actor Christian Maquilón y compartió créditos con Carolina Jaume, Francisco Pinoargotti y Sofía Caiche.
En 2020 interpreta por primera vez en su carrera a una villana dentro de la telenovela Antuca me enamora

## Vida personal
En 2012 contrajo matrimonio con el bailarín y actor brasileño Danilo Vitanis, con quien tiene un hijo llamado igual que su padre.

## Filmografía

### Series y Telenovelas
| Año  | Título                      | Personaje                 |
| ---- | --------------------------- | ------------------------- |
| 2020 | Antuca me enamora           | Alba Coralia              |
| 2019 | Calle amores                | Macarena Calle de Solano  |
| 2009 | Kandela                     | Dora Cervantes de Carreño |
| 2008 | El secreto de Toño Palomino | Pamela                    |

### Programas
| Año       | Programa                     | Rol          |
| --------- | ---------------------------- | ------------ |
| 2021-Act. | En contacto                  | Presentadora |
| 2013-2018 | Jarabe de pico               | Presentadora |
| 2011      | Kandela Pura                 | Presentadora |
| 2010      | Buscando a la Quinta Kandela | Presentadora |